# Ulft
Ulft é uma cidade em Oude IJsselstreek na área de Achterhoek na província de Guéldria, Países Baixos.
A cidade tem mais de 10.000 habitantes e é a maior cidade do município Oude IJsselstreek. Até 1 de janeiro de 2005, Ulft fazia parte do município Gendringen. Na reordenação municipal no Achterhoek, os municípios Gendringen e Wisch se juntaram para formar o Oude IJsselstreek.
Ulft desenvolveu-se a partir de três aldeias: Ulft, Oer e De Pol. Oer é a parte norte de Ulft e é chamado de Oer por causa do ferro na terra, que é chamado de IJzeroer em holandês. Em Ulft estava estacionada a DRU, uma fundição de ferro. A DRU mudou-se há alguns anos para Duiven e agora tem uma localização na Rijksweg A12. O antigo edifício da DRU é agora a DRU 'Culture Factory' e possui uma biblioteca, um teatro, um restaurante e um museu do ferro.

## Geografia
Ulft fica na parte sul do Achterhoek, a uma distância de 15 km de Doetinchem. Na parte norte de Ulft, estão localizados os Campos da Indústria "De Rieze". Que foram ampliados ultimamente, algumas fazendas foram demolidas para que isso acontecesse. O Industry Grounds "De Pol" foi concluído em 2007. Serão construídos novas moradias. Entre Ulft e a vizinha Gendringen estão localizados os Campos da Indústria "De IJsselweide". Em 2001 a rua principal de Ulft foi completamente reconstruída. O objetivo disso era evitar os caminhões pesados no centro de Ulft e conduzi-los pelo centro de Ulft. Isso foi feito através da construção de vias com limitadores de velocidade de tráfego. Também algumas árvores foram plantadas ao lado da estrada. A empresa de ônibus "Syntus" disse que não dirigiria mais seus ônibus pelo centro por causa das soleiras, o que poderia danificar seus ônibus.

## História

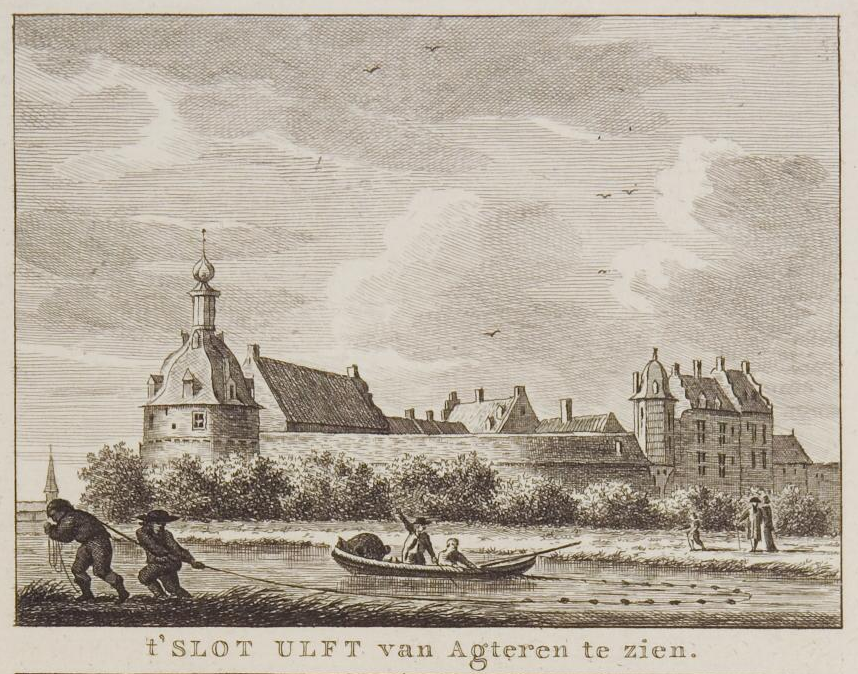
Castelo de Ulft

A história de Ulft começou em 1236 com uma cidadela: Slot Ulft que não existe mais. A cidadela de água estava localizada no “Oude IJssel” e no “AA-strang”. A cidadela tinha um moinho de água, que era usado como moinho de milho. No final do século XVI, Ulft começou a se desenvolver como uma cidade e começou sua expansão para o tamanho atual.

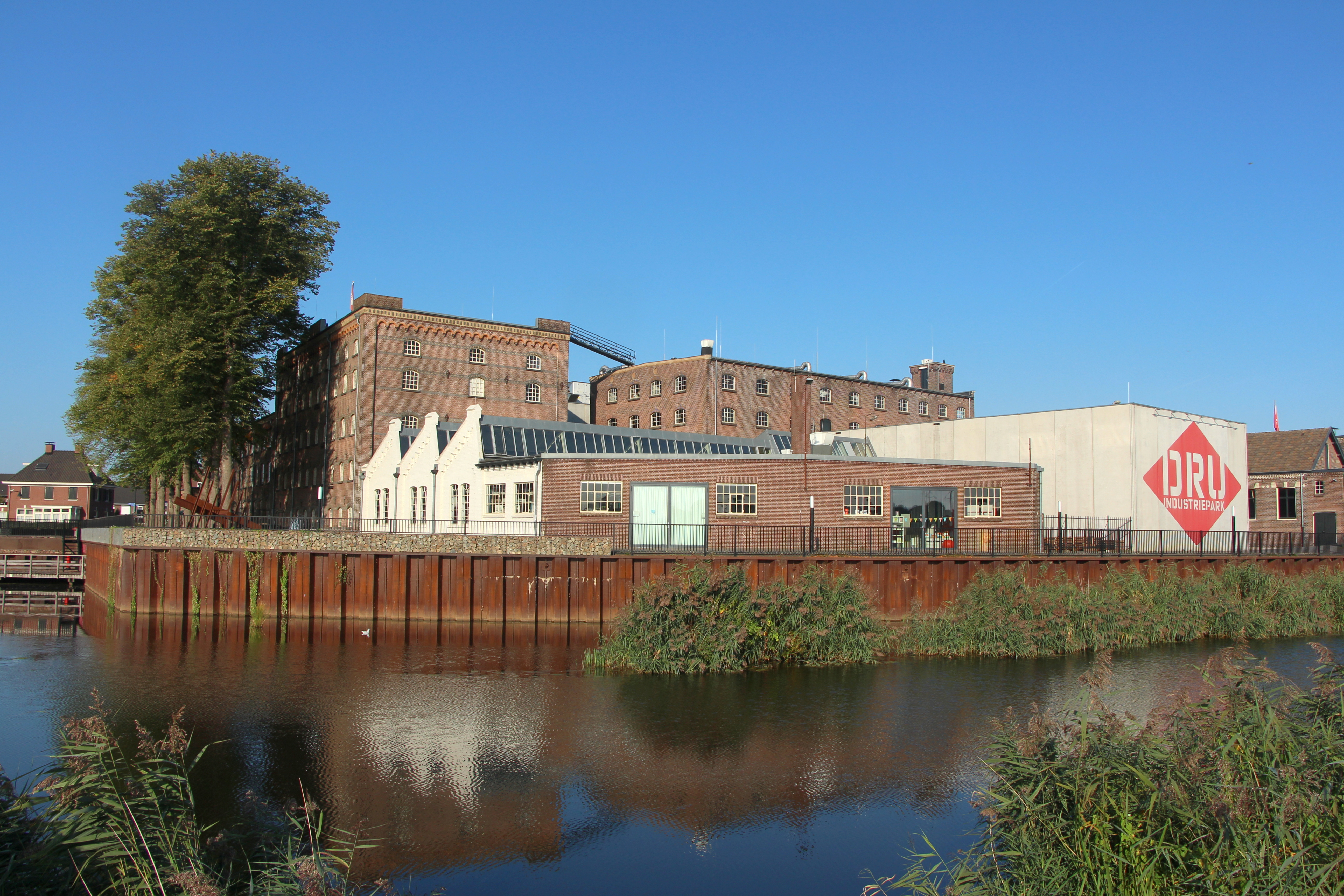
DRU Industriepark

Importante para o desenvolvimento de Ulft foi a presença do rio “Oude IJssel” e as jazidas de minério de ferro (IJzeroer), fáceis de cavar. O minério teve um efeito adverso sobre o crescimento das plantas na região, o que era um grande problema para a comunidade agrícola da época. No entanto, em 1753 o Sr. Bogel, o Sr. Henning, o Conde Van Den Bergh e seu conselheiro Roukens assinaram um acordo para iniciar uma forja de ferro na antiga torre de água. Com a fundação da "Ironhut" em 1754, eles lançaram as bases para uma das primeiras fábricas de ferro na Holanda, muito antes da chegada regional da revolução industrial. Por causa do dinheiro que se ganhava com o minério, a aldeia floresceu e os fazendeiros se livraram do problema do ferro.
Em 1885, “Bellaard, Becking and Bongers” iniciou uma segunda forja de ferro. Esta forja foi chamada de “A nova cabana” pelos habitantes locais. A crescente produção das forjas de ferro também atraiu mais empresários, principalmente da indústria metalúrgica.
Embora todas as fábricas de ferro tenham deixado a cidade ou falido, a "ironhut" (mais conhecida como DRU) só saiu em 1999. Na aldeia ainda existem inúmeras referências à empresa, entre as quais se destaca o património cultural que ainda se encontra em grande parte intacto.

## Feira da Aldeia
No segundo domingo de julho celebra-se a Feira da Aldeia de Ulft. A feira da Vila é organizada por 3 associações. “De Eendracht”, “St. Hubertus” e “S. Joris”. De Eendracht organiza a feira da vila em Oer, St. Hubertus em Ulft (centro) e St. Joris na Pol.

## Esportes
Em Ulft existem 2 clubes de futebol. Estes são “Ulftse Boys”, que está situado na parte antiga de Ulft (chamado “Oer” pelos locais), e “SDOUC” (que significa Trabalho em equipe leva à vitória), localizado na parte sul de Ulft. “Ulftse Boys” desceu de divisão para a 4ª classe, o seu grande rival baixou para a segunda divisão em 2007.
Ulft também tem uma piscina chamada “The Blenk” com uma associação de natação “De Gendten”. Handebol, Voleibol, Corfebol, Tênis, Badminton e atletismo podem ser encontrados no parque esportivo “IJsselweide”. Este parque está sendo compartilhado por Ulft e Gendringen. Também os clubes de futebol SDOUC e VV Gendringen podem ser encontrados lá. O Atlético '73 é conhecido pelos atletas Bram Som e Arnoud Okken.